# Neukirchen (Arnstorf)
Neukirchen (ⓘ) ist ein Gemeindeteil des Marktes Arnstorf im niederbayerischen Landkreis Rottal-Inn.

## Lage
Neukirchen liegt etwa 2,5 Kilometer südlich von Arnstorf im Isar-Inn-Hügelland.

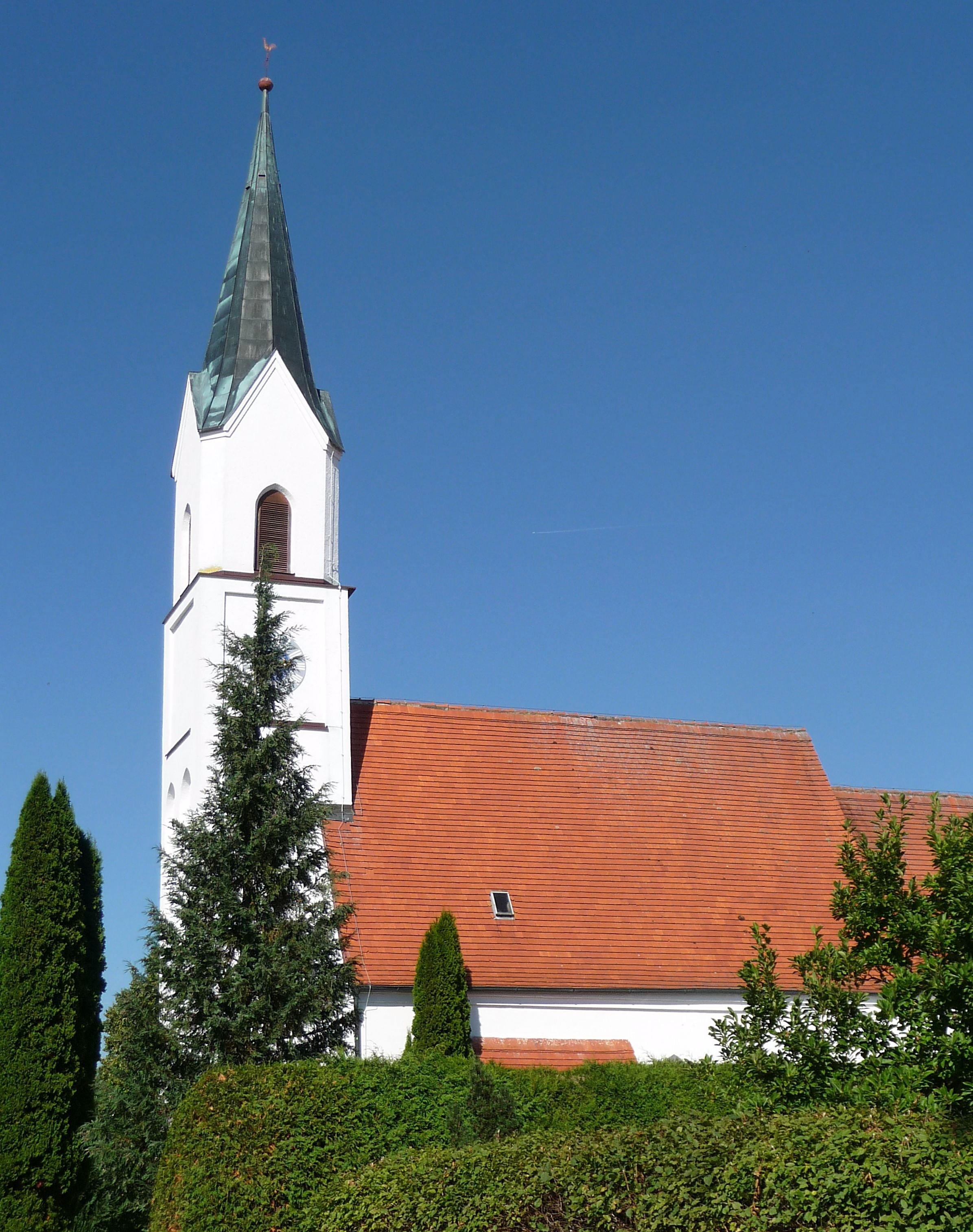
Die Kirche Maria Namen

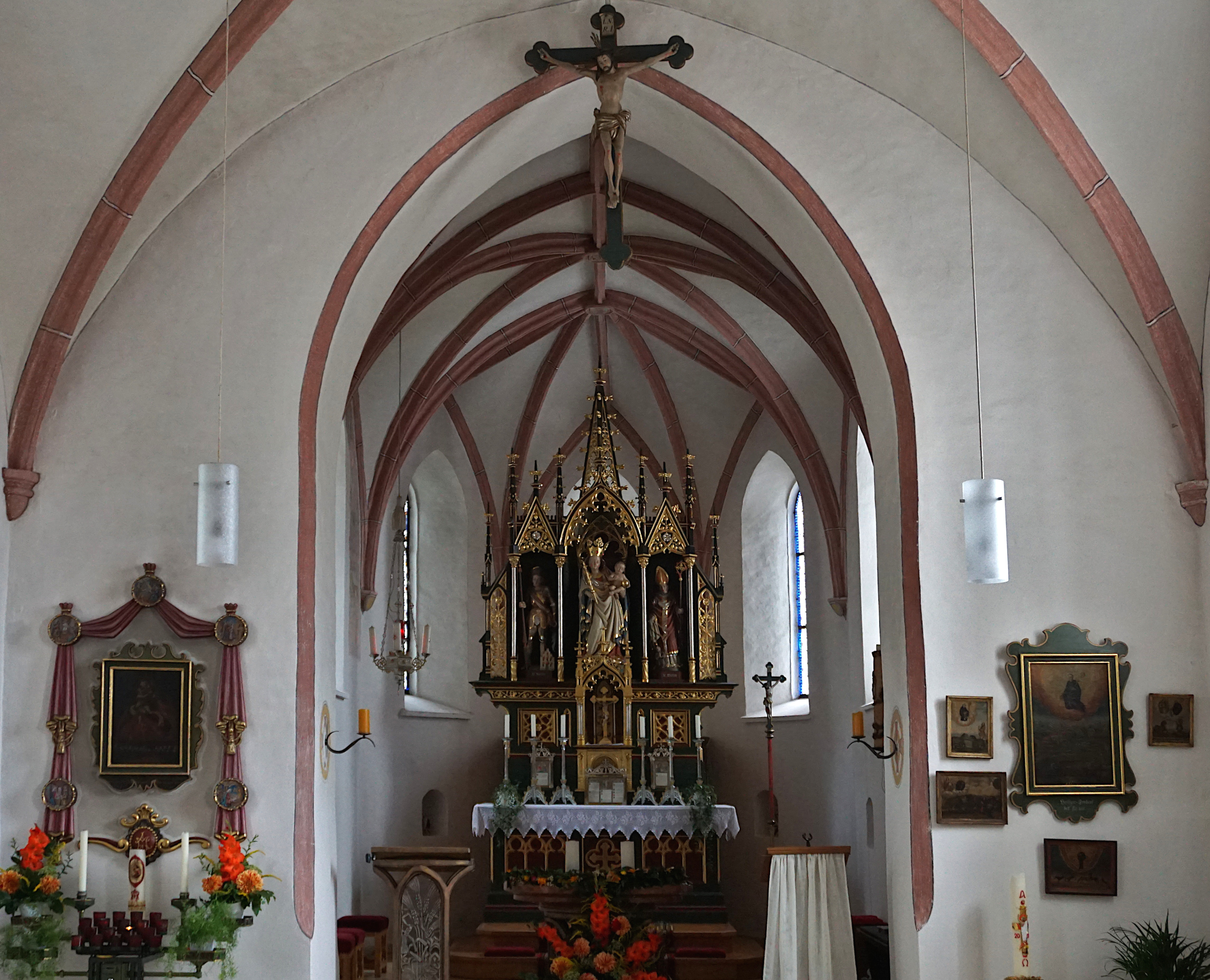
Der Innenraum der Neukirchener Kirche

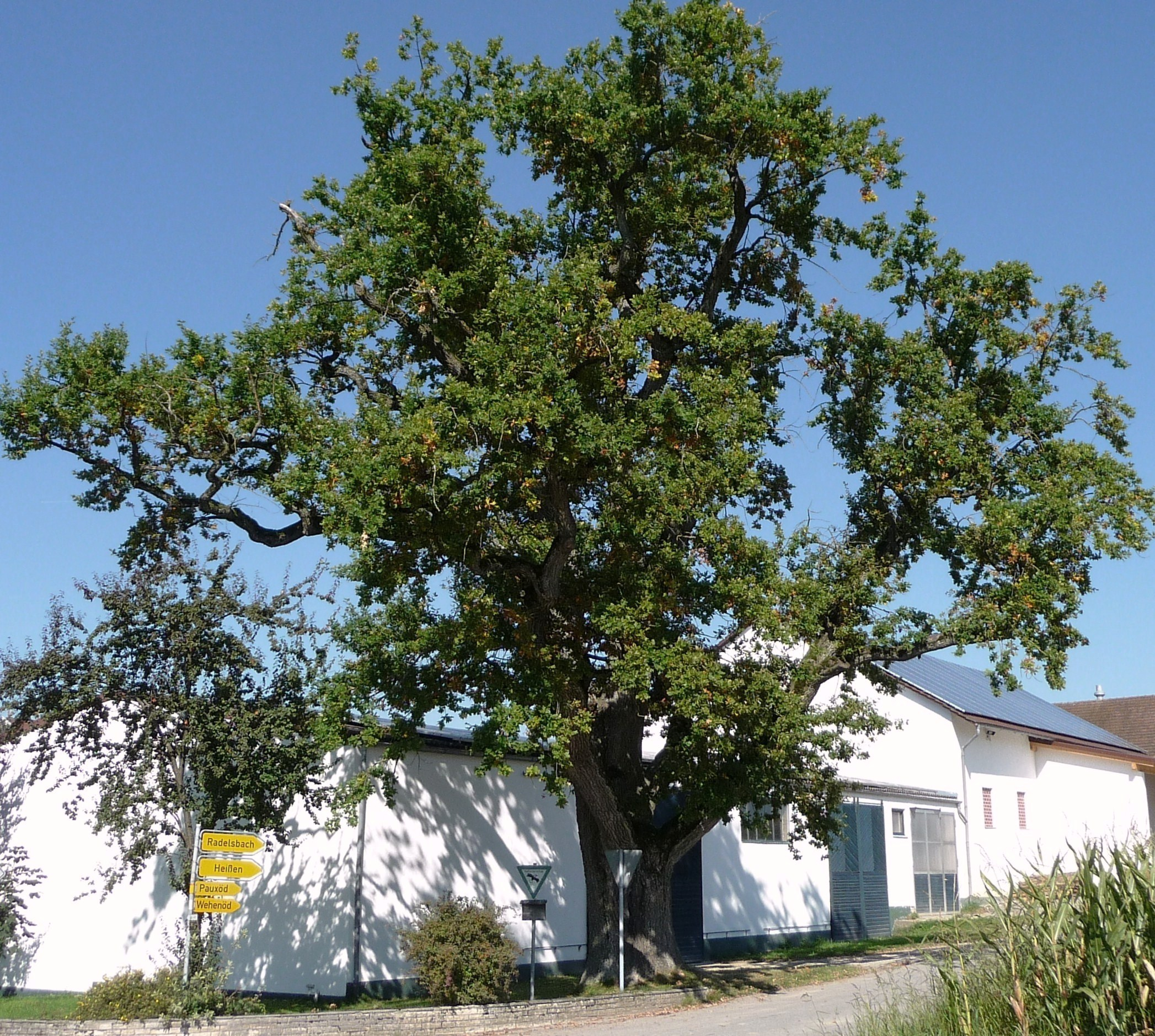
Diese über 200-jährige Eiche existiert nicht mehr

## Geschichte
Einige Votivbilder in der Kirche erinnern daran, dass hier im 18. Jahrhundert eine Wallfahrt zum hl. Leonhard bestand. 1874 bildete Bischof Heinrich von Hofstätter aus der alten Arnstorfer Filiale die Expositur Neukirchen bei Arnstorf. Der niederbayerische Heimatkomponist Erhard Kutschenreuter wirkte von 1913 bis 1920 als Lehrer in Neukirchen bei Arnstorf. Neukirchen, in politischer Hinsicht ein Teil der Gemeinde Hainberg (auch Arnstorf II genannt), kam mit dieser am 1. Januar 1972 im Zuge der Gebietsreform zum Markt Arnstorf.
Neukirchen ist landwirtschaftlich geprägt. Der traditionelle Leonhardiritt wurde 1965 eingestellt, 1998 aber wiederbelebt.

## Sehenswürdigkeiten
- Kirche Mariae Namen. Das spätgotische, 1440 geweihte Bauwerk besitzt Wandmalereien aus der Erbauungszeit. Chor und Langhaus haben ein Rippengewölbe, der Altar ist neugotisch.
- Das ehemalige Schloss Neukirchen ist heute abgegangen, es wurde von der Familie derer zu Niuvenkirchen erbaut.[2]

## Vereine
- Leonhardiverein Neukirchen e.V., gegründet im Mai 1999
- Männerverein Neukirchen
- Marianische Männerkongregation
- Obst- und Gartenbauverein Neukirchen / Arnstorf